# O’Brien Bay
Die O’Brien Bay (russisch Бухта Лагерная Buchta Lagernaja, deutsch ‚Lagerbucht‘) ist eine Nebenbucht der Vincennes Bay an der Budd-Küste des ostantarktischen Wilkeslands. Sie liegt zwischen der Bailey-Halbinsel und der Mitchell-Halbinsel.
Erstmals kartiert wurde sie anhand von Luftaufnahmen der United States Navy, die 1947 und 1948 während der Operation Highjump und der Operation Windmill entstanden. Das Advisory Committee on Antarctic Names benannte sie 1963 nach Clement E. O’Brien (1920–2015) von der US-Navy, Kommunikationsoffizier bei der Operation Windmill, der 1948 an der Errichtung astronomischer Beobachtungsstationen auf den Windmill-Inseln beteiligt war.